# Labelflash
Labelflash™ – technologia umożliwiająca użytkownikowi nagrywanie dowolnych motywów, napisów lub obrazków na płytę DVD, oparta na wcześniejszej technologii DiscT@2 firmy Yamaha dla płyt CD, opracowana przez YAMAHA CORPORATION przy współpracy FUJIFILM Corporation. Również obie te firmy udzielają licencji na technologie Labelflash™. W związku z tym, że płyty DVD oparte na cyjaninie (ciemnoniebieskie) są już rzadkością (aktualnie ftalocyjanina) FUJIFILM Corporation opracowała specjalne płyty ze specjalną warstwą ciemnoniebieską na górnej powierzchni dla lepszego kontrastu wypalanych informacji, a od dołu ze standardową warstwą DVD. Yamaha opracowała technologię przenosząc ją z płyt CD na DVD. Przy wypalaniu napisów na dolnej warstwie DVD (do tego wystarczy zwykła płyta DVD) program np. Nero informuje nas o tym, że płyta jest wypalana w trybie DiscT@2 – jeśli mamy specjalna płytę Labelflash™ i wypalamy płytę na górnej specjalnej warstwie dostajemy informacje o wypalaniu w trybie Labelflash™. Technologia Labelflash™ została zastosowana po raz pierwszy przez NEC w grudniu 2005. Podobną technologia pozwalającą na wypalanie etykiet na płytach jest także LightScribe autorstwa Hewlett-Packard.
Cechy otrzymywanych obrazów:
- Rozdzielczość wydruku to 1000 dpi.
- Używa 256 odcieni szarości.

Labelflash wykorzystuje promień lasera do etykietowania płyt optycznych. Cechą charakterystyczną jest możliwość wypalania obrazów zarówno na pustej stronie, jak i na stronie z danymi – kosztem miejsca na dane, ponieważ dane i etykieta nie mogą na siebie zachodzić. Nadruk na stronie danych odbywa się na dowolnej płycie DVD, natomiast na stronie wierzchniej wymaga specjalnych płyt. Dodatkową zaletą technologii Labelflash jest wykonywanie nadruku odpornego na czynniki zewnętrzne i na czyszczenie mechaniczne, ponieważ nie ma do niego bezpośredniego dostępu. 
„Wydrukowanie” etykiety laserem zajmuje napędom od 7 do 27 minut. Czas w jakim one powstają zależy od wybranej jakości lub ilości nadruku. 7 minut to czas potrzebny na etykietę całej powierzchni wykonaną w trybie „Fast mode” lub 1 cm paska w trybie „High mode”. Niemal pół godziny zajmuje wypalenie opisu krążka w wysokiej jakości.
Technologia LabelFlash nie obsługuje płyt CD-R/CD-RW (nadruk od strony danych), a także nie są dostępne na rynku płyty z możliwością nadruku od strony wierzchniej.

## Sprzęt
NEC ND-3550A, ND-3551A, ND-4550A, ND-4551A & ND-4571A są oparte na tym samym sprzęcie, ale tylko ND-3551A, ND-4551A i ND-4571A zostały sprzedane ze wsparciem dla LabelFlash. Zmieniając firmware w modelach z serii xxx0 na xxx1 można uzyskać wsparcie dla LabelFlash.